# Tioquipa el Bascán
Tioquipa el Bascán är en ort i Mexiko.   Den ligger i kommunen Salto de Agua och delstaten Chiapas, i den sydöstra delen av landet, 800 km öster om huvudstaden Mexico City. Tioquipa el Bascán ligger 67 meter över havet och antalet invånare är 658.
Terrängen runt Tioquipa el Bascán är varierad. Runt Tioquipa el Bascán är det ganska glesbefolkat, med 38 invånare per kvadratkilometer. Närmaste större samhälle är Belisario Domínguez, 17,1 km öster om Tioquipa el Bascán. Trakten runt Tioquipa el Bascán består till största delen av jordbruksmark.